# 斯特姆-儒格
斯特姆-儒格（英語：Sturm, Ruger & Company）常简称为儒格，是美国一家枪械制造公司，总部位于康乃狄克州费尔菲尔德的南港（Southport），公司口号是“負責任公民的武裝製造者”（Arms Makers for Responsible Citizens），以设计生产诸多类型的軍用及民用槍械著称。
根据美国烟酒枪炮及爆炸物管理局（ATF）公布的2015年数据，儒格各类枪械的年产总量位居榜首，现为美国总规模最大的枪械制造公司，并且是美国第二大手枪制造公司（仅次于史密斯威森）和第二大步枪制造公司（仅次于雷明顿）。

## 名称

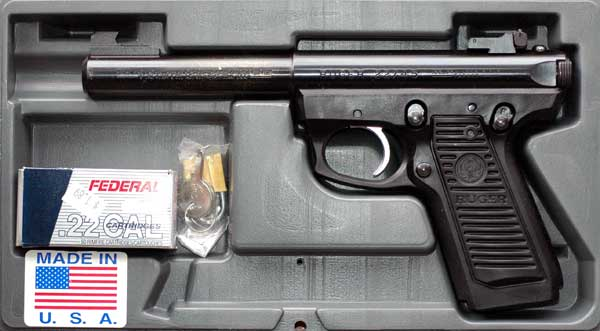
儒格MK II22/45標的手槍.

“Ruger”在中文中有时可能会被翻译成“鲁格”，但这极易与历史上著名的德国枪械品牌「鲁格」（Luger）混淆。鲁格品牌产品由德意志武器弹药兵工厂（DWM）生产，著名的产品有魯格手槍和9毫米鲁格弹，与“儒格”完全不相关。

## 历史

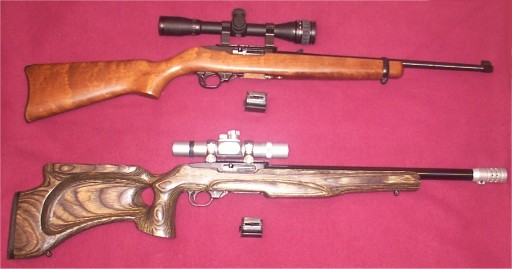
儒格10/22标准型和改装型

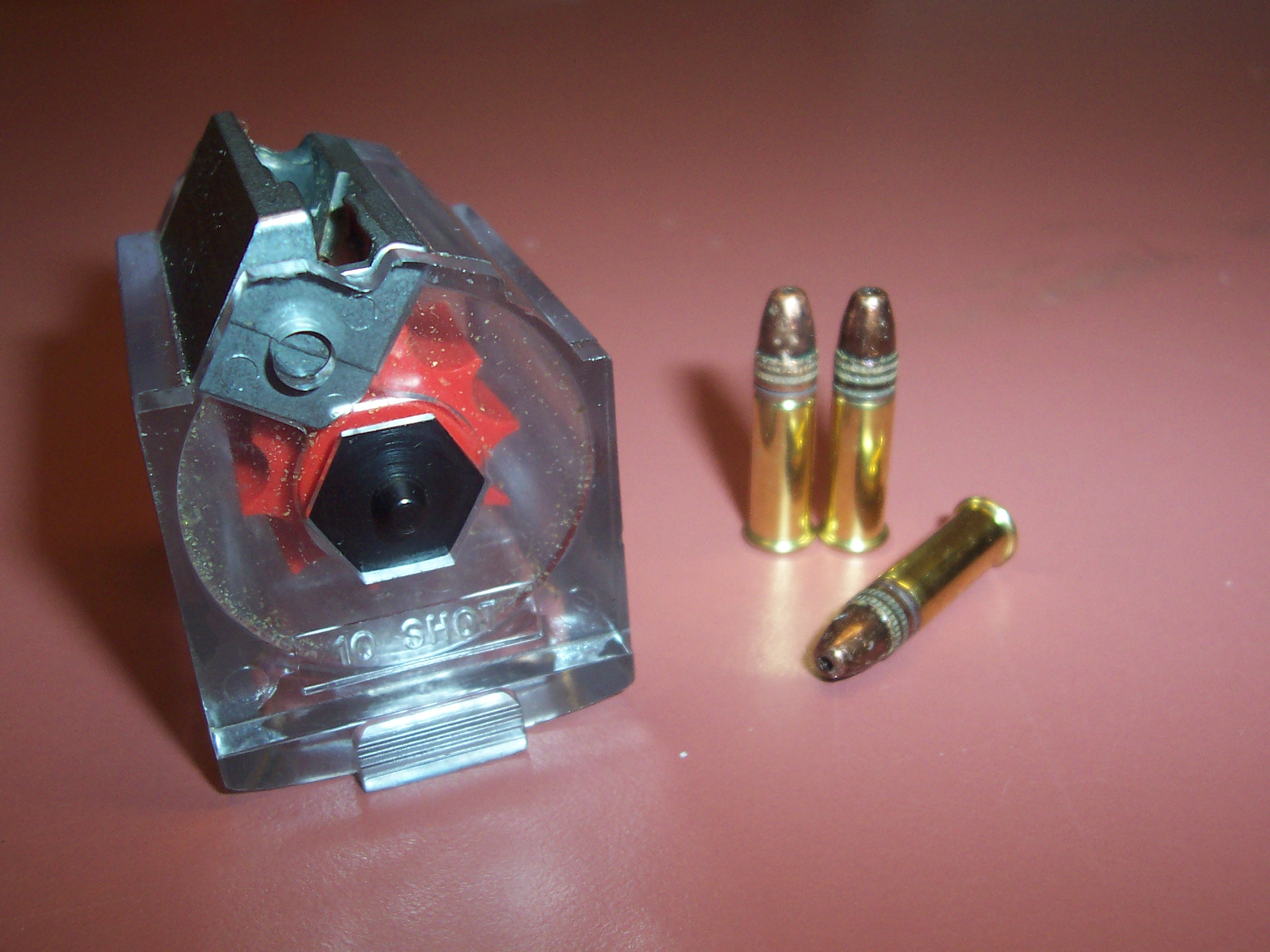
儒格10/22使用的BX-1旋转式弹匣（图中展示的是40周年纪念推出的BX-1CLR透明弹匣）

斯特姆-儒格公司组建于1949年，创始人是自学成才的枪械设计师威廉·儒格（William Batterman Ruger，1916～2002）和他的作家/画家好友亚力山大·斯特姆（Alexander McCormick Sturm，1923～1951）。在他们合作前，从北卡罗来纳大学教堂山分校辍学去春田兵工厂工作的威廉·儒格已经是个小有名气的武器工程师，曾在22岁时在岳父母家的餐桌上绘图为美国陆军军械兵设计出了一款计划取代勃朗宁M1919的T10/T23E1试验型轻机枪。二战结束后，儒格在自家车库中成功复制了两只日式南部手枪（样枪缴获于太平洋战场，而儒格从一位美国海军陆战队退役军人手中获得）。
儒格和斯特姆两人因对枪械的共同爱好而相识后，家境富裕的斯特姆为儒格提供了50000美元的初期资金，并且亲自设计了红色德意志鹰的公司标志。在他们的第一只手枪的设计中，儒格决定融合德制9毫米鲁格手枪与美制柯尔特护林者手枪（Colt Woodsman）的特色于其中，成品就是.22口径的“儒格标准型”（Ruger Standard），公司也因此一炮而红。然而仅仅两年后，年仅28岁的斯特姆因患病毒性肝炎英年早逝，儒格为了纪念好友，决定将公司的红鹰标志改为黑色，并且坚持保留好友的名字在公司名字的首位。这个传统一直延续到儒格本人去世以后，公司才在2008年恢复了红鹰标志并将名字简化为“儒格”。
如今，儒格公司占据了美国.22口径凸缘底火步枪市场超过八成的市场份额，其中最成功的就是儒格10/22（Ruger 10/22）半自动步枪。10/22因其相对低廉的价格、优良的品质、配件多样化而大受欢迎。实际上，用户可以仅用非儒格公司的配件产品组装成10/22步枪。同样，儒格公司也占据了美国.22口径凸缘底火半自动手枪市场超过一半的市场份额，其中最成功的就是儒格Ⅱ型（Ruger Mark II）与儒格Ⅲ型（Ruger Mark III），有大量公司为其制造配件。
儒格铸件（Ruger Casting） 在新罕布什尔州的纽波特和亚利桑那州的普雷斯科特都建有厂房，制造延性铁及商用钛铸件。儒格高尔夫（Ruger Golf） 制造钢铸件与钛铸件，用于几个不同品牌的高尔夫球杠。
斯特姆-儒格公司从1969年成为公开招股公司，并与1990在纽约证交所挂牌（NYSE:RGR）。1949至2004年間，斯特姆-儒格公司制造了至少两千万支枪械。公司现仍在供给不同型号给狩猎、射击运动、自卫、收藏及执法等多个市场。

## 产品
儒格公司现今将自己的产品细分为七大类，分别是： 栓动步枪、自动装弹步枪、单发步枪、中央底火半自动手枪、凸缘底火半自动手枪、双动式转轮手枪和单动式转轮手枪。历史上儒格也曾生产杆动步枪（现今在收购了马林品牌后开始重新生产）、霰弹枪和自动武器。

### 步枪

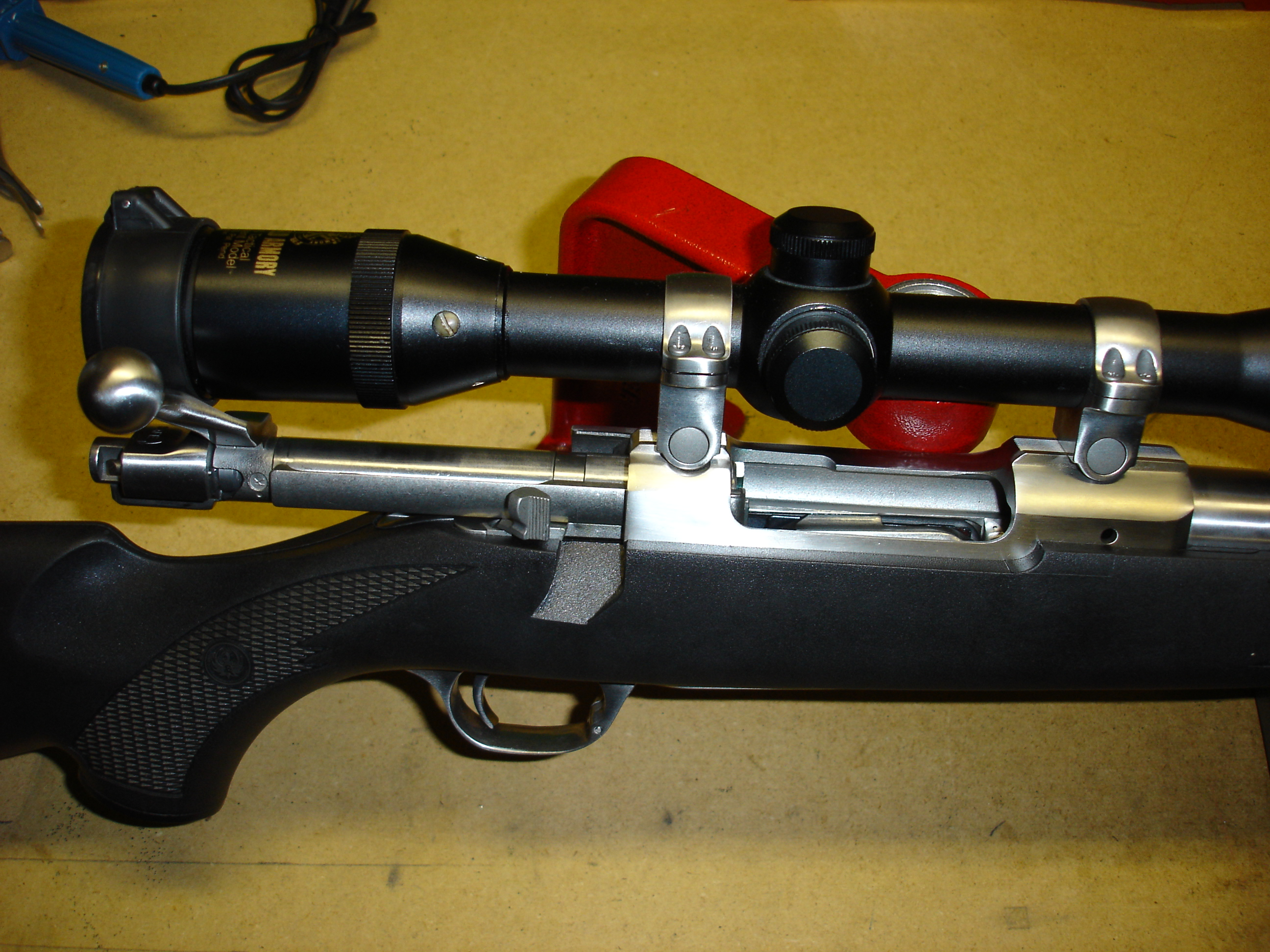
.204口径的不锈钢版儒格M77Ⅱ型栓动步枪

栓动步枪（bolt-action rifle）
- 中央底火
  - M77“鹰眼”（Hawkeye M77）
  - 非洲型“鹰眼”（Hawkeye African）
  - 向导枪（Guide Gun）
  - 儒格美国人步枪（Ruger American Rifle）
  - 儒格精确步枪（Ruger Precision Rifle）
  - 儒格Gunsite侦查步枪（Ruger Gunsite Scout Rifle）
- 凸缘底火
  - 儒格77/22（Ruger 77/22）
  - 儒格美国人凸缘型（Ruger American Rimfire）
  - 儒格精确凸缘型（Ruger Precision Rimfire）

单发步枪（single-shot rifle）
- 儒格1号型（Ruger No. 1）
- 儒格3号型（Ruger No. 3）——已停产

自动装弹步枪（autoloading rifle）
- 中央底火
  - 儒格迷你14（Ruger Mini-14）：M14的变形型号，采用.223雷明顿弹
  - 儒格迷你30（Ruger Mini Thirty）：M14的变形型号，采用7.62×39弹
  - 儒格迷你6.8（Ruger Mini-6.8）：M14的变形型号，采用6.8mmSPC弹，已停产
  - 儒格警用卡宾枪（Ruger Police Carbine）：手枪口径卡宾枪，发射9×19mm鲁格弹，2006至2017年间停产，2017年底恢复生产
  - 儒格44（Ruger 44）——已停产
  - 儒格99/44（Ruger 99/44）：也称儒格鹿园卡宾枪（Ruger Deerfield Carbine）——已停产[6]
  - 儒格SR-556（Ruger SR-556）：AR-15的活塞傳動式变形型号
  - 儒格AR-556（Ruger AR-556）：AR-15的直噴傳動式变形型号
- 凸缘底火
  - 儒格10/17（Ruger 10/17）——已停产
  - 儒格10/22（Ruger 10/22）
  - 儒格SR-22（Ruger SR-22）：将10/22换装AR-15外壳的变形型号

杆动步枪（lever-action rifle）
- 儒格96型（Ruger 96）——.22口径的96/22型已停产

### 半自动手枪
中央底火
- P85（已停产）
- P89（已停产）
- P90（已停产）
- P91（已停产）
- P93（已停产）
- P94（已停产）
- P944（已停产）
- P95
- P97（已停产）
- P345
- SR9,
- SR9c：紧凑型
- SR40：使用.40 S&W弹药
- SR40c：使用.40 S&W弹药, 紧凑型
- SR45：使用.45 Auto弹药
- LCP ：轻便紧凑型，使用.380 ACP（英语：.380 ACP）弹药
- LC9：轻便紧凑型，使用标准9毫米鲁格弹
- SR1911（英语：Ruger SR1911）：经典M1911手枪的变形型号
- “美国人”手枪（Ruger American Pistol）
- 保安9型（Ruger Security-9）
- 儒格57（Ruger-57）：世界上第二款使用5.7×28mm PDW弹药的手枪

凸缘底火
- 儒格标准型（Ruger Standard）：也称儒格Ⅰ型（Ruger Mark I），已停产
- 儒格Ⅱ型（Ruger Mark II）：标准型的第二代产品，已停产
- 儒格Ⅲ型（Ruger Mark III）：标准型的第三代产品，已停产
- 儒格Ⅳ型（Ruger Mark IV）：标准型的第四代也是现役产品
- 儒格SR22（SR22）：在瓦尔特P22基础上借鉴发展而来，使用.22 LR弹药, 2012年初发布
- 儒格22“冲锋者”（Ruger 22 Charger）：在10/22的基础上发展而来，2007年发布

### 转轮手枪

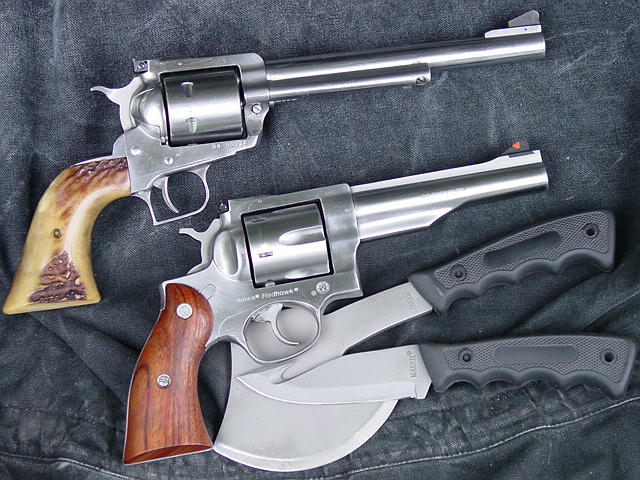
Stainless New Model Super Blackhawk and Redhawk

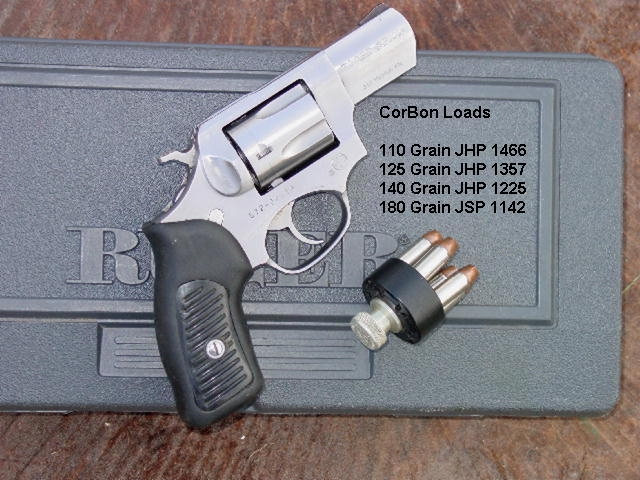
SP101 with Corbon Load Data

单动式
- Bearcat
- Blackhawk
- Single Six
- Vaquero
- Old Army (已停产)

双动式
- Bisley
- GP-100
- SP-101
- LCR
- Redhawk
- Super Redhawk
- Super Redhawk Alaskan
- 儒格保安6型左輪手槍 (已停产)
- Service Six (已停产)
- Speed Six (已停产)

### 冲锋枪
- 儒格MP9（Ruger MP9）——已停产

### 霰弹枪
- 红标型（Red Label）——已停产
- 金标型（Gold Label）——已停产

## 儒格与美国射击队
儒格有多年支持美国射击體育代表队的历史。他们不但直接提供资金支持，并且通过TALO Distributors, Inc.提供特殊型号。

## 荣誉
儒格-斯特姆在业界屡货殊荣，其中有：
- 最佳制造商，Manufacturer of the Year: 1992, 1993
- 最佳手枪奖，Handgun of the Year: 1993 Ruger Vaquero, 1997 Ruger Bisley-Vaquero, 2001 Ruger Super Redhawk
- 最佳步枪奖， Rifle of the Year: 1999 Ruger .22 Magnum 10-22, 2002 Ruger 77/17RM .17 HMR Rimfire,
- 最佳霰弹枪奖，Shotgun of the Year: 1992 Ruger Red Label Sporting Clays, 2002 Ruger Gold Label Side-By-Side[8]